# Prismatocarpus debilis
Prismatocarpus debilis là loài thực vật có hoa trong họ Hoa chuông. Loài này được Bolus ex Adamson miêu tả khoa học đầu tiên năm 1946.